# Иппон Сэойнагэ
Иппон Сэойнагэ (яп. 本背負い投げ или 本背負投 иппон сэоинагэ, бросок через спину захватом руки на плечо) — приём в дзюдо, входящий в раздел бросков, группу бросков из стойки, класс бросков для проведения которых в основном используются руки. 
Разновидность броска сэойнагэ, до 1997 года в Кодокан-дзюдо эти приёмы были объединены под одним наименованием сэойнагэ. В настоящее время входит в список 67 приёмов Кодокан-дзюдо. Бросок производится с захватом одежды противника (разноимённого рукава) одной  рукой, второй рукой нападающий захватывает руку противника на плечо; может также производиться с колен. В России может использоваться название «бросок через спину с захватом руки на плечо», в англоязычных странах принято название one-hand shoulder throw или «бросок через плечо с захватом одной рукой». В греко-римской и вольной борьбе подобный бросок может называться броском через спину с отворотом. В сумо такой же приём называется иппондзэой. 
Наряду с сэойнагэ, также один из наиболее распространённых бросков в дзюдо. Мастером этого броска в частности был Исао Инокума, чемпион Летних олимпийских игр 1964 года.